# グスタボ・モリニゴ
グスタボ・モリニゴ（Gustavo Eliseo Morínigo Vázquez、1977年1月23日 - ）は、パラグアイの元サッカー選手。元パラグアイ代表。ポジションはミッドフィールダー。

## 来歴
2001年にパラグアイ代表デビュー。コパ・アメリカ2001、2002 FIFAワールドカップにも出場した。2005年までに18試合に出場、3得点をあげた。

## 代表歴

### 出場大会
- パラグアイ代表
  - 2002 FIFAワールドカップ

### 試合数
- 国際Aマッチ 18試合 3得点（2001年-2005年）[1]

| パラグアイ代表 | 国際Aマッチ | 国際Aマッチ |
| 年             | 出場        | 得点        |
| -------------- | ----------- | ----------- |
| 2001           | 8           | 2           |
| 2002           | 5           | 0           |
| 2003           | 4           | 0           |
| 2004           | 0           | 0           |
| 2005           | 1           | 1           |
| 通算           | 18          | 3           |